# Épisodes de Battle Kitty
 (juillet 2022).
Si vous disposez d'ouvrages ou d'articles de référence ou si vous connaissez des sites web de qualité traitant du thème abordé ici, merci de compléter l'article en donnant les références utiles à sa vérifiabilité et en les liant à la section « Notes et références ».
 (août 2022).
- Si vous ne connaissez pas le sujet, laissez ce bandeau (vous pouvez alors contacter les auteurs).
- Si vous supprimez le contenu mis en cause (vous pouvez préalablement contacter les auteurs),

argumentez précisément cette suppression dans la page de discussion
(un manque de référence n'est pas un argument ; une recherche réelle de référence doit avoir été effectuée, être formellement documentée).
La saison de Battle Kitty est diffusée pour la première fois dans le monde entier sur la plateforme de streaming Netflix le 19 avril 2022.

## Épisodes
| no | Titre francophone Titre original          | Réalisation | Scénario                                     |
| --- | ----------------------------------------- | ----------- | -------------------------------------------- |
| 1 | Le Rivage des combattants Warrior Beach   | Bert Youn   | Matt Layzell Shakira Pressley & Dave Tennant |
| Île des Orcs : Un chaton du nom de Kitty est emmené par un Orc pour aller le promener. Cet Orc se fait cependant coincer par deux autres orcs qui découvrent qu'il s'agit de leur petit frère déguisé et ceux-ci l'accusent de s'évader. Kitty protège Orc et permet à eux deux de s'enfuir du château. Arrivés au bord de la falaise ils se font encercler par le Roi des Orcs et son armée. Le Roi Orc interdit à Kitty et Orc de s'en aller, mais Kitty refuse. Il veut s'en aller sur l'île des batailles pour aller affronter plein de monstres et autres combattants pour décrocher le titre de championne, et permettre à Orc devenir un grand styliste. Ne voulant plus être l'esclave du Roi des Orcs, Kitty affronte le Roi des Orcs et son armée. Une fois l'armée vaincue, le duo plonge du haut de la falaise et nage pour aller se rendre sur l'île des batailles. Le Rivage des combattants : Kitty et Orc parviennent à s'échouer sur Le rivage des combattants, la première étape de l'île des batailles. Ils doivent faire la queue avec les autres combattants pour affronter le premier monstre. Dans la foule, ils font la connaissance de Zaza Royale, la fille d'Angel Royale, dont cette dernière est détentrice du record de l'île des batailles. Voyant que Kitty commence à voler lui voler la vedette, Zaza invite Kitty à combattre avant elle le premier monstre. Kitty et Orc rentrent dans l'arène, et font face au premier monstre ressemblant à un dragon anthropomorphe en argent. Deux minutes trente plus tard, le duo se fait expulser de l'arène comme le prévoyait Zaza. Cette dernière part à son tour vaincre le monstre, ce qu'elle fait en un temps-record. Après cela il est annoncé que le concours est terminé et qu'il reprendra l'an prochain, alors qu'en fait c'est une ruse de Zaza et de son acolyte Roblin qui a trafiqué l'écran de programmation. Orc pense qu'il faudrait mieux abandonner et rentrer chez eux, mais Kitty s'y refuse, et décide de retourner dans l'arène pour vaincre le monstre. Pendant ce temps, le Roi des Orcs accompagnés de ses deux fils ainés sont en route pour l'île des batailles pour ramener Kitty et Orc. Armé jusqu'aux dents, Kitty affronte une fois de plus le monstre, qui cette fois est devenu plus grand, et a changé son corps en or. Alors qu'il attaque de tous les côtés, Kitty n'arrive pas à égratigner le monstre et ce fait battre à plate couture. De son côté, Orc tente d'empêcher son père et ses frères d'entrer dans l'arène. Kitty est à bout de force, mais s'entête à vouloir poursuivre le duel jusqu'au bout avec détermination, et finalement le monstre le désintègre avec son lance flamme, pour le réduire littéralemment en tas de cendre. Croyant que c'est la "fin", Kitty se retrouve dans le néant avec le fantôme d'Angel Royale, et celle-ci le renvoie sur Terre avec les vivants car elle est sûre que ce sera lui le nouveau champion. Kitty est de nouveau vivant, et le monstre le félicite pour avoir remporté l'épreuve. Il explique que la réussite de cette épreuve est basée sur la détermination, la volonté de continuer face à un obstacle difficile voire impossible, plutôt que de recourir aux armes. Il lui offre alors la clé pour accéder à l'étape suivante. Il révèle également qu'il a laissé passer Zaza car il admire Zaza, et que celle-ci est embarrassée d'avoir tous les regards accusateurs braqués sur elle pour avoir eu connaissance de la supercherie. Kitty et Orc franchissent les portes pour entrer dans le parc des valeureux, tandis que le Roi Orc et ses fils se font expulser de l'île des batailles par le monstre. |                                           |             |                                              |
| 2 | Le Parc des Valeureux Warrior Park        | Bert Youn   | Matt Layzell Shakira Pressley & Dave Tennant |
| Monstre de course : Les participants doivent s'affronter dans une course automobile sur un circuit constitué d'obstacles, et le premier qui parvient à franchir la ligne d'arrivée avant le Monstre de course, remportera la clé de celui-ci. Kitty et Orc à bord de leur petite voiture se frayent un chemin en doublant tous les autres coureurs jusqu'à ce qu'ils arrivent au niveau de Zaza. Celle-ci continue à narguer Kitty jusqu'à lui faire perdre son sang-froid pour que celui-ci perde sa concentration et finir hors course, avec la voiture détruite. Heureusement le duo revient dans la course avec la voiture de sécurité, dotés de mégas booster, permettant de doubler pour de bon Zaza ainsi que le monstre, et franchir la ligne d'arrivée. Monstre Cible : Kitty n'arrive pas à tirer à l'arc pour vaincre le monstre cible, qui est pourtant facile à vaincre. Alors qu'il s'obstine quand même qu'il est capable de se débrouiller tout seul pour s'entraîner, un autre combattant, Iago Cœurnoble lui vient en aide. Comme c'est un excellent archer, il propose d'aider Kitty, mais celui-ci s'entête à décliner son offre. A force de refuser il finit par tuer accidentellement Iago alors qu'il insistait pour l'aider. Après avoir enterré Iago, Kitty retourne affronter le monstre cible mais commence à regretter de ne pas avoir écouté Iago. Miraculeusement Iago est toujours vivant et aide Kitty à vaincre le monstre cible, et Kitty gagne une nouvelle clé. Pendant toute la séquence, Orc commença à éprouver des sentiments pour Iago. Jour de Sport : Kitty nous fait une démonstration de sa force en soulevant de la fonte et encore plus... La Marche de Chat : Kitty et Orc s'amusent à exécuter la marche de chat... Monstre Boxeur : Après avoir vaincu le monstre boxeur et remporté sa clé, Kitty et Orc sont victimes d'un coup monté orchestré par Zaza. En pensant qu'en privant Orc de Kitty et de ses nœuds magiques qu'il fabrique cela affaiblira Kitty, Zaza prévoit de monter les combattants de l'île des batailles contre Orc en leur faisant rappeler du danger que représentent les Orcs. Kitty sauve Orc de la foule en colère et le cache dans le parc des valeureux pendant que les participants le recherche. Le duo est invité par une mystérieuse vendeuse d'armure, qui propose à Orc de se procurer une armure pour paraître plus cool aux yeux des autres. Seulement après avoir gagné l'admiration des participants, l'armure d'Orc prend le contrôle de son possesseur et oblige celui-ci à détruire tout autour de lui. La vendeuse d'armure est en fait Zaza et Roblin qui tirent les ficelles, et Orc s'apprête à éliminer la grand-mère de Bozark, Mamizark. Mais Kitty lui fait rappeler la vraie nature d'Orc et ce dernier reprend ses esprits et se met à chanter, détruisant ainsi l'armure. Identifiant Zaza comme la vraie coupable de cette mascarade, la princesse fut chassée par Mamizark après que celle-ci s'est fait sculpter un corps en béton. Piscine Occupée : Kitty et Orc se baignent dans une piscine, et se font chasser par Zaza... Portrait des combattants : Chaque combattant se présente et font une démonstration de leurs armes, et Kitty y participe... Le Mystère de la statue : Les combattants se rendent devant la porte pour accéder au Royaume suivant. Cependant la tête de la statue d'Angel Royale a disparu, et tant qu'elle ne sera pas retrouvée, Zaza décrète que l'accès au royaume suivant restera fermé. Kitty et Orc partent enquêter sur le voleur de la tête, et les indices qu'ils trouvent les conduisent jusqu'à Iago. Ce dernier finit par avouer que c'est lui le coupable pour s'acheter une nouvelle armure, mais il révèle que c'est quelqu'un qui lui a ordonné de cacher la tête. Kitty se rend compte alors que le véritable coupable est Zaza, car il vient de la prendre sur le fait quand celle-ci remet à sa place la tête d'Angel sur la statue. Le mobile était que Zaza voulait obtenir la clé du monstre cible qu'elle n'avait pas encore récupéré et que pendant que personne le sache, cela lui aurait fait gagner du temps. Zaza scandalisée passe la porte pour accéder au royaume suivant. Kitty se fait aborder par le fantôme d'Angel Royale, qui apparait depuis la statue et lui demande de rester sur ses gardes concernant Zaza. Kitty et Orc franchissent la porte pour arriver dans le royaume suivant. |                                           |             |                                              |
| 3 | La Montagne glacée Mount Spicy Ice        | Bert Youn   | Matt Layzell Shakira Pressley & Dave Tennant |
| Monstre de la Montagne glacée : Kitty et Zaza se retrouvent sur la montagne de glace et se chamaillent dans un combat singulier qui finit par déclencher une avalanche. Les deux opposants se retrouvent pris au piège dans un volcan et sont actuellement sur une plateforme flottant sur de la lave en fusion. Ils ont en face d'eux le monstre de la montagne glacée qui se met à pleurer. Kitty et Zaza se chamaillent de nouveau pour le monstre et sa clé. Pendant ce temps, Orc répare Roblin blessé à la suite de l'avalanche, et les deux personnages commencent à faire équipe pour retrouver leurs acolytes en combinant leur capacité. Au cours de leur route les deux personnages commencent à sympathiser pour l'autre et à écouter leurs propres origines. Roblin a été conçu pour protéger la princesse, et Orc tire sa magie grâce à sa queue encore intacte. Le duo finit par retrouver Kitty et Zaza. Orc tente de raisonner le monstre après s'être rendu compte qu'il avait simplement le cœur brisé, mais le monstre continue de pleurer et de s'agiter. Zaza et Roblin s'enfuient abandonnant Kitty et Orc à la merci du monstre et ce dernier, s'arrête de pleurer quand il aperçut le crâne d'un squelette qui s'était glissé dans le sac à dos d'Orc depuis tout ce temps. Il se trouve que c'était son ami Ronald qui avait disparu après une éruption volcanique, et le monstre réinstaure le crâne sur le corps squelettique qui se remet à danser. Kitty et Orc sortent du volcan et obtiennent la clé. Les prouts de feu : Kitty mange une baie épicée qui créa des flatulences enflammées... Luge et boules de neige : Kitty et Orc s'amusent à faire de la luge et se font de nouveau embêter par Zaza. Kitty propose à Orc de balancer une boule de neige sur Zaza... Monstre Fournaise : Dans les grottes de la montagne de glace, Kitty a faim et réclame un cupcake, mais Orc lui fait savoir qu'il n'y en a plus. Le duo arrive dans l'arène suivante pour affronter le monstre fournaise. Celui-ci les défie d'apporter un cupcake au centre du labyrinthe et de le poser sur un piédestal. S'ils parviennent ils auront une clé. Si toutefois Kitty mange une bouchée de ce cupcacke, quelque chose de terrible va lui arriver. Kitty fait tout pour résister à l'envie de dévorer le cupcake, mais la tentation est beaucoup trop forte. Soudain il aperçoit Iago, puis après Bozark et Aon à l'état de zombie pour avoir mangé le cupcake. Kitty et Orc tentent de semer le trio et finissent par arriver au centre du labyrinthe. Kitty et de plus en plus sous la pression et tenté de manger le cupcake, mais après avoir résisté et jeté le cupcake dans le vide, il piège le monstre en le changeant en cupcake avec son nœud cupcake. Le monstre leur livre la clé en échange de sa liberté et pour être évité d'être mangé par les anciens combattants. Bozark et Mamizark : Bozark raconte à Kitty et Orc ses origines... Les cupcakes de Kitty : Orc nous propose une séance de cuisine pour confectionner des cupcakes, et Kitty met la pagaille dans l'atelier... |                                           |             |                                              |
| 4 | La Forêt des jeux de hasard Cashino Woods | Bert Youn   | Matt Layzell Shakira Pressley & Dave Tennant |
| Monstre Taupe : Après avoir perdu une troisième fois contre le monstre taupe, Kitty trouve par hasard un nœud dans le sac d'Orc qui pourrait lui être utile. Il s'agit d'un nœud de duplication, capable de faire apparaître plusieurs clones de celui qui le porte. Ayant déjà fait les frais de cet objet qui lui a apporté des ennuis, Orc déconseille Kitty de le porter, mais Kitty n'écoute pas. Ne pouvant pas attendre, il fait donc apparaître plus d'une centaine de clones de Kitty, avant qu'Orc ne détruise le nœud. Les clones de Kitty parviennent à vaincre facilement le monstre taupe, mais ensuite ils se disputent pour obtenir la clé car chacun se revendique comme étant l'authentique Kitty. Le vrai Kitty se fait submerger par une énorme houle de ses clones et décide d'aider Orc à les éliminer. Puisqu'ils ont été créés à partir d'un nœud conçu par Orc, c'est donc Orc qui a le pouvoir de les effacer avec sa magie. Kitty le guide et le duo finit par nettoyer la salle jusqu'au dernier clone. Kitty guilli-guilli : Orc s'amuse à chatouiller Kitty jusqu'au chatouillement de trop... Aon s'amuse : Kitty et Orc apprennent à Aon ce que c'est que le concept de s'amuser... Monstre Fleur Dépine : Kitty et Orc ont perdu aux jeux de hasard face au monstre Fleur Dépine, et se font dépouiller de tous leurs biens. Maintenant vêtus avec du feuillage, ils doivent trouver de l'argent pour retenter une nouvelle partie avec le monstre. Quelques minutes suivantes, ils font la connaissance de Jeanne la potelée, une ancienne combattante célèbre de la vieille époque. Cependant Orc se méfie d'elle car il sait qu'elle est devenue ensuite une criminelle et qu'elle a même était une amie du Roi des Orcs. Jeanne convainc cependant le duo, qu'elle a tourné la page, bien qu'elle a encore dissimulée son véritable trait de voleuse et qu'elle profite de la crédulité de Kitty et d'Orc. Jeanne leur dévoile l'existence d'un trésor à la sortie de la forêt avec lequel il pourrait rembourser leurs dettes avec le monstre fleur Dépine. Au cours du périple Orc et Kitty se montrent bienveillants avec Jeanne, et celle-ci appréciant la gentillesse du duo commence à regretter de les mener en bateau. Car une fois arrivé au trésor, Kitty et Orc se font attraper par le Roi Orcs et ses sbires. Jeanne qui fut complice de ce guet-apens, décide de se retourner contre le Roi et sauve Kitty et Orc. À bout de forces elle laisse à Kitty et Orc la récompense pour leur capture avant de rendre son dernier souffle. Kitty et Orc l'installent sur le bateau orc qui s'en va à la dérive. Kitty et Orc reviennent prendre leur revanche face au monstre fleur Dépine et lui dérobe la clé avec succès. Les Butins : Kitty tente sa chance avec la machine à sous de la forêt... La battle de danse : Kitty et Zaza s'affrontent dans une battle de danse avec les tapis de danse... |                                           |             |                                              |
| 5 | La cité fluo Neon Cove                    | Bert Youn   | Matt Layzell Shakira Pressley & Dave Tennant |
| Monstre Poulpe : Orc confectionne pour Kitty une robe qu'il portera quand il deviendra champion de l'île des batailles. Comme il a passé maintes heures sur cette robe, il ne peut se permettre que qui que ce soit l'ébrèche, et recommande vivement à Kitty de ne pas la porter tout de suite. Bien sûr Kitty toujours aussi impatient, revêt la robe et attire le regard des foules, puis Zaza abîme quant à elle la robe de Kitty. Craignant de décevoir Orc, Kitty tente de réparer la robe avec la machine à coudre d'Orc, mais après être recousu, la robe se met à bouger toute seule et devient maléfique. Kitty tente de cacher la maléfique robe à Orc, mais en vain, bien plus tard Orc découvre la vérité en apercevant Kitty se battre avec la robe. Orc parvient à neutraliser la robe avec sa machine à coudre mais ce n'est pas suffisant. La robe se fait tout de même avaler par le monstre poulpe, qui semble avoir un goût pour les vêtements de mode. En récompense il leur donne une clé, et bien après le monstre régurgite la robe. Orc Styliste : Orc aimerait vendre un de ses nœuds pour devenir un grand styliste... La danse tendance : Kitty essaie tout ses nœuds en exécutant une danse tendance... Monstre Crevette : Après avoir vaincu le monstre crevette, Kitty et Orc sont de nouveau confrontés à Zaza, et celle-ci confisque les nœuds de pouvoirs de Kitty. Elle invente un nouveau stratagème en faisant croire que les nœuds de pouvoirs sont interdits sur l'île des batailles. Elle tente de les supprimer avec la lance de sa mère Angel, mais elle n'y parvient pas. Tout le monde commence à douter de Zaza, et de leur côté, Orc et Kitty s'infiltrent dans la demeure de Zaza pour récupérer les nœuds. Kitty atteint la chambre de Zaza où tous ses nœuds sont enfermés. Il assiste à une scène dans laquelle Zaza est en colère contre sa mère et lui reproche de ne pas l'apprécier à sa juste valeur après tous les efforts qu'elle s'est donnée pour être comme Angel. Le chagrin de Zaza explique pourquoi elle est aussi arrogante avec les autres surement car l'absence de sa mère fait qu'elle s'est renfermé sur elle-même et ne dévoile pas sa vraie personnalité craignant d'être vue comme une faible. Cependant Kitty se fait repérer et se fait courser par Zaza. Alors qu'ils sont sortis du palais de la princesse, Zaza devient la cible des moqueries des autres combattants pour s'être exposé en pyjama. Heureusement, Kitty sauve la face de Zaza en faisant croire qu'il s'est fait mettre une dérouillée par celle-ci. Ainsi tous les combattants admirent à nouveau Zaza. Libre sans Roblin : Zaza veut avoir un peu plus de liberté sans avoir Roblin sur le dos qui la chaperonne en permanence... Le Yoga de Iago : Iago propose à Kitty et Orc de suivre une séance de yoga... Monstre des souvenirs : Kitty et Orc arrivent à la porte du milieu de l'île des batailles. Après être entrés à l'intérieur, ils sont reçus par le monstre des souvenirs, une sorte de créature en forme d'araignée avec un cerveau dont le monstre se nourrit grâce aux mauvais souvenirs des guerriers. En posant un casque sur la tête de Kitty, le monstre rembobine en arrière toutes les péripéties que le duo a vécues, jusqu'à revenir plus loin en arrière à chaque fois pour faire voir à Kitty ses plus douloureux souvenirs. Mais Kitty ne se laisse pas abattre par ses mauvais souvenirs, même du jour merveilleux où il rencontra Orc. Le monstre tenta de rembobiner encore plus loin, mais il semble que les souvenirs de Kitty s'arrêtent au moment où un projectile luminescent arriva sur terre. Le monstre s'empara alors du cerveau d'Orc et se nourrit de ses mauvais souvenirs, et le sépara de Kitty. Avec l'aide Angel Royale, Kitty parvient à sortir de la pièce principale du monstre des souvenirs et survol un lieu où tous les souvenirs de chaque combattant sont reliés. Après avoir retrouvé Orc, où celui-ci vit le pire souvenir de sa vie, celui où il est rejeté par son père. Kitty se fait expulser par le monstre des souvenirs, et s'en va alors chercher tous les autres combattants, pour les faire sortir de leurs mauvais souvenirs, en les transformant en souvenir positif. Kitty sauva son ami Orc en lui faisant rappeler tous les côtés positifs qui font de lui ce qu'il est, et tout cela affaiblit le monstre des souvenirs. Ce dernier avant de se désintégrer revit ses pires moments. Kitty et les autres combattants sortirent de la porte du milieu pour arriver devant les trois royaumes suivants. |                                           |             |                                              |
| 6 | Les Dunes acides Acidic Dunes             | Bert Youn   | Matt Layzell Shakira Pressley & Dave Tennant |
| Monstre Mirage :Kitty et Orc traversent le désert brûlant acide et sont bientôt à court d'eau. Après avoir rencontré un combattant souffrant de démence, Orc trouve un interrupteur qui déclenche une tempête de sable. Le duo est transporté dans l'arène du monstre mirage par la tornade, et Orc disparaît dans le désert car il s'agissait d'un mirage. Le monstre mirage apparait et fait apparaître un mirage dans lequel des clones d'Orc encerclent Kitty, mais également d'anciens monstres vaincus précédemment. Kitty essaie de les attaquer mais en vains, les illusions disparaissent et font épuiser Kitty. Tout ce combat fait que Kitty a accidentellement gâché de son eau, et le monstre lui annonce qu'il va mourir tout seul dans le désert. Kitty décide d'offrir sa dernière gorgée au monstre mirage, voyant que le monstre souffre d'une boursouflure de l'oeil et qu'il est resté tout seul dans le désert depuis très longtemps. Le monstre but la dernière gorgée et renvoie Kitty auprès d'Orc. Kitty et Orc reprennent leur route laissant le monstre mirage avec le combattant souffrant de démence, rencontré plus tôt dans la journée. La sous-fifre perdue : Kitty et Orc aident une acolyte à retrouver sa partenaire... Le vent mortel : Kitty et Orc s'amusent à faire du vent... Monstre Serpent Corrodé : Kitty et Orc viennent de venir à bout d'un monstre serpent corrodé et remportent la clé. Kitty commence à vanter ses exploits en racontant aux autres combattants que le fantôme d'Angel Royale, lui vient en aide. Ces annonces arrivent aux oreilles de Djanelle, une commerçante et groupie d'Angel Royale. Elle ressemble à Angel Royale, mais avec une tête surdimensionnée et des organes qui tombe de partout. Djanelle invite le duo pour aller à la fête du fan-club tenue dans le temple d'à côté. Arrivés à la fête, Kitty et Orc assistent à un spectacle troublant : Djanelle et sa secte s'apprêtent à sacrifier Zaza pour ramener d'outre-tombe Angel (ce qu'ils pensent) en la plongeant dans un bassin d'acide. Voyant qu'il a affaire à des fous, Kitty stoppe les partisans et critiques leur rituel, ce qui les met en colère et par conséquent ils enferment Kitty et Orc dans une cage. Kitty invoque Angel, et celle-ci apparaît de la statue qui se trouvait dans la salle. Angel aide Kitty à sortir de sa cage en lui refilant les clés, et subtilise la lance tenue par Djanelle, en la remettant à Kitty. Pensant que Kitty est doté de pouvoirs magiques, et qu'il est connecté avec Angel, c'est donc Kitty qui va être sacrifié. Kitty a une nouvelle idée, il demande aux joueurs de tambour de frapper plus fort, ce qui permet au monstre serpent corrodé d'apparaître, de sauver Kitty et de semer le chaos dans le temple jusqu'à sa destruction. Kitty, Orc, Zaza et Roblin sortent du temple avant qu'il ne disparaît, tandis que Djanelle et les fans sont engloutis avec. Zaza commence à se demander comment Kitty a fait tout ça, mais comme cela fait beaucoup d'informations à enregistrer elle préfère se retirer. L'arrosoir du désert : Orc veut aller au petit coin pour faire l'arrosoir en privé... Bozark l'écraseur : Bozark ne peut pas s'empêcher d'écraser tout ce qu'il trouve... |                                           |             |                                              |
| 7 | Les Bois hantés numériques Dark Web Woods | Bert Youn   | Matt Layzell Shakira Pressley & Dave Tennant |
| Sorcières Bugguées : Kitty et Zaza n'arrivent pas à trouver le sommeil à la suite de cauchemars terrifiants. En errant dans les bois hantés numériques ils se retrouvent face à face et recommencent à se chamailler. Orc et Roblin arrivent et s'interposent et leur font rappeler à chacun que l'un et l'autre ont de l'admiration pour son adversaire. Kitty et Zaza nient en même qu'ils n'ont aucune admiration pour l'un ou l'autre et les deux rivaux se ruent vers l'arène suivante où ils sont confrontés aux sorcières Bugguées. Kitty et Zaza sont enchainés et doivent résoudre l'énigme des deux sorcières pour se sortir de là avant de finir buggués à mort. Kitty tente de sortir en utilisant la force, tandis que Zaza recourt à son intelligence, mais les deux stratégies opposées font que les deux rivaux se chamaillent de nouveau et cause plus de dégât corporel. Pendant ce temps Orc et Roblin refont équipe pour retrouver leurs acolytes. Pendant ce temps Zaza et Kitty font une pause, ils ne leur restent plus qu'un essai avant le coup de grâce. Zaza avoue que c'est de plus en plus dur et qu'elle ne cesse de faire des cauchemars. Kitty compatit la douleur de Zaza mais les sorcières font irruption en se moquant de la princesse après avoir su qu'elle était la fille d'Angel. Kitty les gronde en complimentant Zaza que c'est une excellente combattante. Kitty finit par se rendre compte que c'est en disant du bien de sa partenaire que lui et Zaza pourront résoudre l'énigme des sorcières. Après que les deux rivaux se soient complimentés l'un et l'autre ils arrivent en face des deux sorcières, dont celles-ci ont fusionné pour ne faire plus qu'une. Grâce à leur travail d'équipe Zaza et Kitty en viennent à bout et remporte chacun une clé. Après être revenu auprès de leurs acolytes, on peut voir un hologramme où Zaza et Kitty se félicitent mutuellement d'être un excellent adversaire. Histoires effrayantes : Kitty, Orc et Aon se racontent des histoires effrayantes, pendant que Roblin cherche Zaza... Le raccourci : Kitty trouve le raccourci que Bozark lui a indiqué pour accéder à l'arène suivante... Monstre Tombeau : Kitty et Orc, la peur au ventre, traversent un cimetière. Ils ont failli mourir de peur après être tombé sur le monstre tombeau qui a tenté de les effrayer pour voler leurs âmes. Kitty et Orc doivent flanquer la frousse au monstre tombeau pour récupérer sa clé avant que le monstre ne récupère leurs âmes. Kitty et Orc ne parviennent pas à effrayer le monstre et celui après les avoir effrayés, s'empare de leurs âmes pour les conserver dans son cimetière. Kitty demande une revanche, et un peu plus de temps pour s'entraîner à devenir effrayant. Le monstre accepte leur requête et leur donne un délai. Kitty et Orc s'entrainent pour devenir effrayant mais ils n'y arrivent pas après avoir essayé de faire peur aux autres combattants, car ceux-ci les trouvent tous les deux mignons. Le délai est écoulé après que Randy le hibou sonna le troisième coup, et Kitty et Orc sont donc à la merci du monstre tombeau. Kitty et Orc se serrent l'un contre l'autre et se remémorent tous les deux toutes les fois où ils sont trop choux. Le monstre tente de les attaquer, mais il est freiné par un champ qui protège le duo, grâce à leur personnalité mignonne. Le monstre réessaye plusieurs fois, mais n'y parvient et finit par être terrorisé et anéanti après s'être rendu compte qu'il n'est plus effrayant. Le méchant arbre : Kitty sort d'Orc d'un arbre qu'il l'a pris au piège... Cyber Squelette : Le duo rencontre un cyber squelette qui n'est pas ce que Kitty croyait être... |                                           |             |                                              |
| 8 | Le Port dans le ciel Sky Co. Docks        | Bert Youn   | Matt Layzell Shakira Pressley & Dave Tennant |
| Monstre Requin-Tainer : Kitty et Orc se font avaler par le monstre Requin-tainer, alors qu'ils naviguaient sur la mer du port dans le ciel. En cours de route Kitty eut une vision sur son passé mystérieux qui s'éclaircit de plus en plus. Le monstre requin décrit l'épreuve : Le duo doit ranger le désordre contenu dans les entrailles du requin pour obtenir la clé, et ils doivent le faire en prenant leur temps. Orc se réjouit de faire cette épreuve, tandis que Kitty, frustré, se précipite pour finir l'épreuve alors qu'il est en train de bâcler sa tâche. Alors que sa patience perdue lui rend la tâche plus difficile, Angel Royale intervient et lui recommande de prendre son temps. Elle raconte à Kitty qu'elle était comme lui, et que son impatience pour devenir championne a causé quelques répercussions. En voulant continuer à se battre, elle a négligé toute pause qui lui aurait pu être nécessaire pour regagner de l'énergie et combattre le monstre final, seulement cette négligence a causé sa perte. Sur les conseils d'Angel, Kitty se résout à ranger tranquillement les entrailles avec Orc, et il réussit, et repart avec son ami vers de nouvelles aventures. Pendant ce temps Zaza fait une apparition dans le monstre Requin-Tainer alors qu'elle ne semble pas être du tout elle-même. Roblin défectueux : Kitty et Orc mettent la main sur plusieurs prototypes de Roblin défectueux... Le sacrifice ... Kitty et Orc sont à la dérive et un des deux songe à donner sa vie pour l'autre... Monstre Graisseux : Kitty et Orc viennent de défaire le monstre graisseux, qui ressemble beaucoup à un pirate. En effet le duo est actuellement dans une zone qui regorge de pirates fourbes et durs à cuire. Ils croisent de nouveau Iago, qui ne semble pas être à l'aise dans cet environnement hostile et que vaincre le monstre graisseux est au-dessus de ses forces. Kitty vient en aide à Iago pour faire de la chochotte qu'il est en un pirate courageux. Iago se présente dans sa nouvelle apparence et commence à se faire apprécier des autres flibustiers, et sa nouvelle attitude lui permet de venir à bout du monstre Graisseux. Cependant Iago semble perdre le contrôle de lui-même en devenant de plus en plus dangereux et s'engage en duel contre Kitty. Orc qui n'appréciait pas trop depuis le début le nouvel Iago, lui fait rappeler qui il est en lui avouant son amour pour le jeune homme. Iago reprend ses esprits et retourne ses sentiments réciproque pour Orc. Le Roi Sournois : Le Roi Orc est de retour et a préparé un nouveau piège pour coincer son fils Orc et Kitty... La partie de pêche : Kitty pêche dans le port et n'a pas de bonne prise... Le Labyrinth : Kitty et Orc arrivent devant la dernière porte qui conduit aux ruines anciennes. Ils sont rejoints par Zaza qui est très mal en point, et les deux rivaux se souhaitent mutuellement bonne chance. Bozark les retrouvent et semble avoir développé un langage très soutenu pour un barbare et annonce que Mamizark est décédée. Les combattants doivent parcourir les ruines anciennes sans leurs acolytes et sans armes. Orc rassure Kitty que tout ira bien pour lui. Seulement après que Kitty soit parti, Orc est de nouveau confronté à son père le Roi orc et son armée. Dans les ruines, Bozark vient tout juste de tomber dans un piège et en meurt sur le coup. Kitty constate qu'il y a beaucoup de fantômes autour de lui et contemple Zaza qui est possédée quant à elle par une force démoniaque. Kitty poursuit Zaza dans le labyrinth des ruines en affrontant tous les obstacles qui se dressent sur son chemin. Avec l'aide supplémentaire d'Angel, Kitty part affronter le monstre final qui s'est emparé de Zaza. Pendant ce temps, Orc et Roblin se cachent du Roi Orc et de son armée qui les cherchent partout. Avec le soutien de Roblin, Orc affronte son père et bientôt tous les autres combattants de l'île, Aon, Jeanne la Potelée et même Iago son nouveau petit copain se joignent à lui. Les orcs admirés par la bravoure d'Orc se rangent de son côté. Le Roi Orc reconnaît sa défaite voyant que son fils est devenu fort et exige de celui-ci qu'il exécute son père. Orc s'y refuse expliquant à son père qu'il aime sa famille. Orc et son père se réconcilient ainsi qu'avec ses frères. Retour sur Kitty qui a poursuivi Zaza détraquée jusqu'à la sortie du labyrinthe pour finir sa course à la tour, dominant les ruines anciennes. Angel apparaît une fois de plus et là retournement de situation : Kitty découvre avec effroi qu'Angel est en fait mauvaise et qu'elle a perdu face au dernier monstre qui s'avère être en réalité Kitty ! Angel prend possession du corps de sa fille, fusionne avec elle pour devenir un monstrueux personnage au sens propre et prendre sa revanche sur Kitty. |                                           |             |                                              |
| 9 | Les Ruines anciennes Ancient Ruins        | Bert Youn   | Matt Layzell Shakira Pressley & Dave Tennant |
| Dernier Monstre : Kitty est choqué de découvrir qu'il est le dernier monstre et que depuis le début Angel l'a conduit jusqu'ici pour l'affronter une nouvelle fois. Angel argumente en racontant que quand elle est arrivée aux ruines anciennes elle a fait face au dernier monstre qui était un chaton. Croyant qu'elle arriverait facilement à le vaincre, Angel a parlé trop vite quand elle s'est aperçue tardivement que le dernier monstre est en réalité très puissant. Après avoir subi un échec cuisant, Angel refuse de flancher et lance une bombe explosive que Kitty renvoie à son propriétaire, tuant sur le coup Angel. L'explosion emporta Kitty tellement loin qu'il a fini par atterrir sur l'île des Orc, tandis qu'Angel est devenue un fantôme avec son échec qui pesait sur ses épaules. Et depuis tout ce temps Angel s'est entrainé à utiliser ses pouvoirs de fantôme pour faire léviter des objets et faire des apparitions pour venir en aide à Kitty. Ce dernier finit par se rappeler qu'il est originaire de cette arène et est chagriné par cette triste vérité. Pendant ce temps, Orc et Roblin, avec l'aide du Roi Orc et de Iago, franchissent la porte pour aller retrouver leurs compagnons dans les ruines anciennes. Angel finit par avoir eu raison de Kitty en lui infligeant un simple coup de poing, et de Kitty, jaillit une clé de monstre, prouvant ainsi que Kitty est un monstre. Angel va maintenant ouvrir la dernière porte pour obtenir le titre de championne mais se fait arrêter par Zaza quand celle-ci tente de reprendre possession de son corps et de ses esprits. Mère et fils se disputent, pendant qu'Orc et Roblin arrivent sur les lieux. Roblin tente de neutraliser le Angel, et Orc se recroqueville sur Kitty et ce dernier fait savoir à Orc que c'est lui le monstre. Orc un peu perdu, voit que son ami est désespéré de sa situation, et lui fait un discours touchant en lui disant que l'attitude de Kitty ne lui ressemble pas car de nature Kitty ne renonce jamais. Kitty reprend confiance en lui et avec l'aide la magie d'Orc et de Roblin, ils réussissent à défaire Angel Royale en l'extrayant du corps de Zaza grâce à leurs attaques combinées tous les trois. Angel narguent ses ennemis car elle ne peut pas être vaincue puisqu'elle est un fantôme, mais Orc crée un nœud de pouvoir pour aspirer le fantôme d'Angel pour toujours. Angel s'agrippe à la tresse de Zaza et cette dernière coupe sa chevelure ce qui fait qu'Angel se retrouve prisonnière du nœud aspirateur de Kitty. Kitty et son groupe sortent vainqueurs de ce combat épique et Zaza laisse à Kitty la clé de monstre, révélant qu'elle préfère se lancer dans la chorégraphie. Kitty observe une dernière fois l'île des batailles avant d'ouvrir la dernière porte qui le conduira vers le titre de championne. Mais étrangement après avoir passé la porte, Kitty se réveille dans une autre dimension où il est devenu un chat d'une animalerie. Bonus de Fin : Orc s'inquiète pour Kitty qui n'est pas revenu de l'autre côté de la porte. Soudain le Roi Orc arrive et retrouve son fils pour lui annoncer une révélation incroyable. Le père d'Orc lui confesse qu'Orc a une sœur, et pas n'importe qui : La Princesse Zaza Royale ! Alors que tout le monde est figé à l'extérieur des ruines anciennes, Orc et son père sont les seuls encore en mouvement puisqu'ils sont dotés de leurs pouvoirs magiques, car le Roi Orc nous apprend qu'il a aussi des pouvoirs magiques. Soudain les deux orcs se retournent et voient une entité étrange apparaitre dans la porte finale. Orc commence à prendre un drôle de sourire menaçant et l'entité décrète qu'il est temps de faire des modifications majeures… |                                           |             |                                              |